# Polska Formuła Easter Sezon 1988
1988 – czternasty sezon Polskiej Formuły Easter. Był rozgrywany w ramach WSMP jako klasa 6. Składał się z pięciu eliminacji. Mistrzem został Andrzej Godula (Promot III).

## Kalendarz wyścigów
| Runda | Data           | Tor    | Pole position  | Najszybsze okrążenie | Zwycięzca (kierowcy)  | Zwycięzca (zespoły)           |
| ----- | -------------- | ------ | -------------- | -------------------- | --------------------- | ----------------------------- |
| 1     | 22 maja        | Poznań | Jacek Szmidt   | ?                    | Artur Skwarzyński     | Autoklub Rzemieślnik Warszawa |
| 2     | 19 czerwca     | Poznań | Andrzej Godula | ?                    | Andrzej Godula        | Automobilklub Krakowski       |
| 3     | 4 września     | Toruń  | Andrzej Godula | ?                    | Andrzej Wojciechowski | Automobilklub Śląski          |
| 4     | 18 września    | Kielce | Jacek Szmidt   | ?                    | Andrzej Godula        | Automobilklub Krakowski       |
| 5     | 2 października | Poznań | Václav Lim     | ?                    | Václav Lim            | ?                             |

## Klasyfikacja kierowców
| Legenda oznaczeń w tabelach wyników Wyświetl szablon na nowej stronie | Legenda oznaczeń w tabelach wyników Wyświetl szablon na nowej stronie                                                                     |
| Oznaczenie                                                            | Wyjaśnienie |
| --------------------------------------------------------------------- | --- |
| Złoty                                                                 | Zwycięzca lub mistrzostwo |
| Srebrny                                                               | 2. miejsce lub wicemistrzostwo |
| Brązowy                                                               | 3. miejsce lub II wicemistrzostwo |
| Zielony                                                               | Ukończył, punktował (w klasyfikacji generalnej, gdy zdobył co najmniej jeden punkt na przestrzeni sezonu, poza trzema powyższymi opcjami) |
| Niebieski                                                             | Ukończył, nie punktował (w klasyfikacji generalnej, gdy nie zdobył co najmniej jednego punktu na przestrzeni sezonu)                      |
| Czerwony                                                              | Nie zakwalifikował się (NZ) |
| Czerwony                                                              | Nie prekwalifikował się (NPK) |
| Różowy                                                                | Nie ukończył (NU) |
| Różowy                                                                | Niesklasyfikowany (NS) (w klasyfikacji generalnej, gdy nie został sklasyfikowany w żadnym wyścigu sezonu)                                 |
| Czarny                                                                | Zdyskwalifikowany (DK) |
| Czarny                                                                | Wykluczony (WYK/EX) |
| Biały                                                                 | Nie wystartował (NW) |
| Biały                                                                 | Kontuzjowany (K/INJ) |
| Biały                                                                 | Wyścig odwołany (OD/C) |
| Bez koloru                                                            | Został wycofany (WYC/WD) |
| Bez koloru                                                            | Nie przybył (NP/DNA) |
| Bez koloru                                                            | Nie brał udziału w treningach (NT/DNP) |
| Bez koloru                                                            | Nie został zgłoszony (–) |
| Pogrubienie                                                           | Start z pole position |
| Kursywa                                                               | Najszybsze okrążenie wyścigu |
| †                                                                     | Nie ukończył, ale jego rezultat został zaliczony ze względu na przejechanie więcej niż 90% dystansu wyścigu.                              |
| *                                                                     | Sezon w trakcie |
| 1/2/3                                                                 | Punktowana pozycja w sprincie kwalifikacyjnym                                                                                             |
| Lista systemów punktacji Formuły 1                                    | |

| Poz.                                          | Kierowca                | Zespół                        | POZ | POZ | TOR | KIE | POZ | Punkty |
| --------------------------------------------- | ----------------------- | ----------------------------- | --- | --- | --- | --- | --- | ------ |
| 1                                             | Andrzej Godula          | Automobilklub Krakowski       | 4   | 1   | NU  | 1   | 3   | 187    |
| 2                                             | Eugeniusz Zarzycki      | Autoklub Rzemieślnik Warszawa | 6   | 2   | 3   | 2   | 4   | 178    |
| 3                                             | Artur Skwarzyński       | Autoklub Rzemieślnik Warszawa | 1   | 3   | 11  | 3   | NU  | 170    |
| 4                                             | Piotr Górecki           | Automobilklub Morski          | 3   | 5   | 9   | NU  | 12  | 154    |
| 5                                             | Tomasz Sikora           | Automobilklub Kielecki        | 5   | 11  | 8   | 4   | NU  | 152    |
| 6                                             | Hieronim Kochański      | Automobilklub Warszawski      | NW  | 8   | 4   | 11  | 8   | 151    |
| 7                                             | Leszek Witoszek         | Automobilklub Śląski          | NU  | 9   | 7   | 9   | 10  | 146    |
| 8                                             | Ryszard Plucha          | Automobilklub Warszawski      | 10  | 10  | NU  | 10  | 11  | 140    |
| 9                                             | Andrzej Wojciechowski   | Automobilklub Śląski          | -   | -   | 1   | 6   | 2   | 139    |
| 10                                            | Marian Czapka           | Automobilklub Śląski          | NU  | 7   | 5   | NU  | 5   | 119    |
| 11                                            | Jacek Szmidt            | Automobilklub Toruński        | NW  | 4   | 2   | NU  | NW  | 87     |
| 12                                            | Mariusz Podkalicki      | Automobilklub Szczeciński     | 2   | 13  | NU  | NU  | NU  | 78     |
| 13                                            | Grzegorz Kamiński       | Automobilklub Toruński        | 7   | NU  | NU  | 7   | NU  | 76     |
| 14                                            | Tomasz Jeromin          | Automobilklub Świętokrzyski   | 9   | 6   | NU  | NU  | NU  | 75     |
| 15                                            | Piotr Lenartowicz       | Automobilklub Świętokrzyski   | 12  | NU  | -   | 5   | NW  | 73     |
| 16                                            | Bogdan Pawlak           | Automobilklub Warszawski      | NU  | NU  | NU  | 8   | 13  | 70     |
| 17                                            | Zdzisław Kupaj          | Automobilklub Kaliski         | 11  | 12  | NU  | -   | -   | 67     |
| 18                                            | Janusz Sączyński        | Automobilklub Morski          | -   | 14  | 10  | -   | -   | 66     |
| 19                                            | László Harkányi         | Formula Racing                | -   | -   | -   | -   | 6   | 40     |
| 20                                            | Józef Kiełbania         | Automobilklub Świętokrzyski   | -   | -   | -   | -   | 7   | 39     |
| 20                                            | Janusz Orłowski         | Automobilklub Szczeciński     | NZ  | -   | 6   | NU  | NU  | 39     |
| 22                                            | Adam Sowa               | Autoklub Rzemieślnik Warszawa | NW  | NU  | NW  | -   | 9   | 37     |
| 22                                            | Ireneusz Trzeszczkowski | Automobilklub Toruński        | 8   | NU  | -   | -   | -   | 37     |
| 24                                            | Włodzimierz Pieniążek   | Automobilklub Świętokrzyski   | -   | -   | -   | 12  | -   | 33     |
| 25                                            | Andrzej Grabowski       | Automobilklub Morski          | 13  | NU  | -   | NU  | NW  | 32     |
| 25                                            | Emil Krecl              |                               | -   | -   | -   | -   | 14  | 32     |
| NS                                            | Stanisław Fiedor        | Automobilklub Krakowski       | NU  | -   | -   | -   | -   | 0      |
| NS                                            | Wojciech Długołęcki     | Automobilklub Warszawski      | NU  | -   | -   | -   | -   | 0      |
| NS                                            | Marek Gąsecki           | Automobilklub Morski          | NU  | NU  | -   | -   | NU  | 0      |
| NS                                            | Kazimierz Sołtowski     | Automobilklub Szczeciński     | NW  | -   | NU  | NU  | NU  | 0      |
| NS                                            | Ryszard Zygmunt         | Automobilklub Morski          | NW  | NU  | -   | -   | NU  | 0      |
| NS                                            | Wiesław Guzik           | Automobilklub Świętokrzyski   | NW  | -   | -   | -   | NU  | 0      |
| NS                                            | Tytus Tuszyński         | Autoklub Rzemieślnik Warszawa | -   | NZ  | -   | -   | -   | 0      |
| NS                                            | Andrzej Fontański       | Automobilklub Częstochowski   | -   | -   | NU  | -   | NW  | 0      |
| Kierowcy niedopuszczeni do zdobywania punktów |                         |                               |     |     |     |     |     |        |
| NS                                            | Václav Lim              |                               | -   | -   | -   | -   | 1   | 0      |